# Sosseguei
"Sosseguei" é uma canção da dupla sertaneja Jorge & Mateus, composta por Thallys Pacheco e Produzida por Neto Schaefer lançada em 23 de outubro de 2015 pela Som Livre como o primeiro single do álbum Como. Sempre Feito. Nunca (2016). A canção é a segunda mais visualizada da dupla no Youtube, com mais de 424 milhões de visualizações, atrás apenas de Propaganda, que contabiliza mais de 429 milhões.

## Conteúdo
"Sosseguei" segue a linha mais tradicional de Jorge e Mateus, assim como boa parte do DVD de inéditas. A música tem letra romântica e traz elementos de bachata em seus arranjos. A produção musical de "Sosseguei" é assinada por Neto Schaeffer, que já gravou outros DVDs como músico da dupla, e agora assina o novo projeto de Jorge e Mateus como produtor, junto com Mateus.
A canção já havia sido divulgada na internet com um áudio não oficial, que trazia somente a voz de Jorge. A versão oficial de "Sosseguei", extraída do DVD Como. Sempre Feito. Nunca, foi lançada pela dupla em 23 de outubro de 2015. Seu vídeo oficial no YouTube, hoje é o segundo vídeo brasileiro mais visualizado naquela plataforma digital, sendo superado somente pelo single "Ai Se Eu Te Pego", do sertanejo Michel Teló. "Sosseguei" também integra o repertorio do álbum comemorativo aos 10 Anos da dupla, tendo esse sido lançando em 11 de novembro de 2016.

## Composição
A música, mantém o ritmo dançante, que é característica da dupla. A letra é de Thallys Pacheco, que revela uma despedida de um homem solteiro que decide ser de uma só mulher. "Eu sosseguei /Ontem foi a despedida da balada dessa vida de solteiro /Eu sosseguei/ Mudei a rota e meus planos o que eu tava procurando /Eu achei, em você", diz a letra.

## Lista de faixas
| Download digital no iTunes |             |         |  |
| N.º                        | Título      | Duração |  |
| 1.                         | "Sosseguei" | 3:17    |  |

## Prêmios e indicações
| Ano  | Prêmio                                | Indicação     | Resultado |
| ---- | ------------------------------------- | ------------- | --------- |
| 2016 | Prêmio Multishow de Música Brasileira | Melhor Música | Indicado  |
| 2016 | Caldeirão de Ouro                     | As 10+ do Ano | 1º Lugar  |

## Desempenho nas Paradas
| Paradas (2015-2016)                                           | Melhor posição |
| ------------------------------------------------------------- | -------------- |
| Brasil - Billboard Brasil Hot 100 Airplay                     | 3              |
| Brasil - Billboard Brasil Regional Grande São Paulo Hot Songs | 1              |
| Brasil - Billboard Brasil Regional Campinas Hot Songs         | 1              |
| Brasil - Billboard Brasil Regional Goiânia Hot Songs          | 1              |
| Brasil - Billboard Brasil Regional Belo Horizonte Hot Songs   | 1              |
| Brasil - Connect Mix - Top 200                                | 1              |

### Tabelas de fim-de-ano
| Paradas (2016)                            | Melhor posição |
| ----------------------------------------- | -------------- |
| Brasil - Billboard Brasil Hot 100 Airplay | 7              |